# Centranthus longiflorus
Centranthus longiflorus är en kaprifolväxtart. Centranthus longiflorus ingår i släktet pipörter, och familjen kaprifolväxter.

## Underarter
Arten delas in i följande underarter:
- C. l. junceus
- C. l. kellereri
- C. l. longiflorus

## Bildgalleri

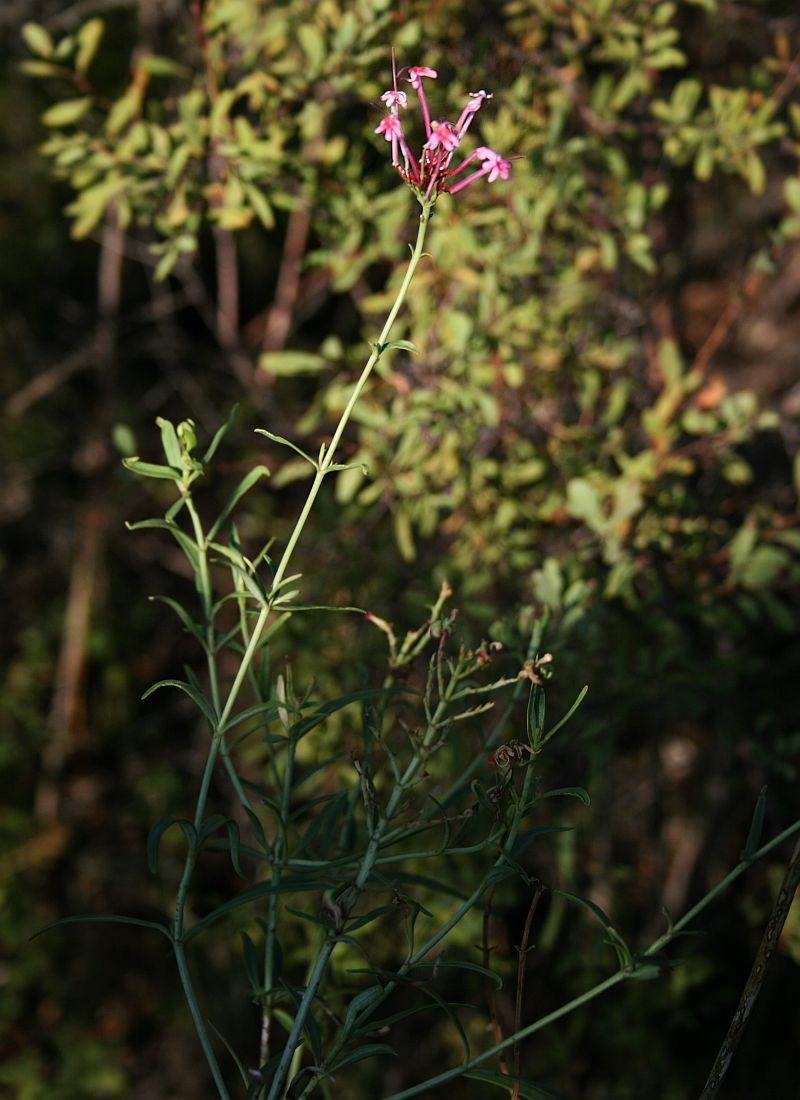